# Aharonim
Aharonim (en hébreu : אחרונים « Derniers ») est un terme générique désignant dans l'histoire du peuple juif, et en particulier dans l'évolution de la Halakha (Loi juive) et de l'exégèse talmudique, les rabbins, décisionnaires religieux et figures spirituelles[pas clair] du judaïsme à partir du XIVe siècle chez les Ashkénazes, et du XVIe siècle chez les Séfarades. L'ère des Aharonim se poursuit de nos jours.

## Contexte historique
D'un point de vue historique, les débuts de la période des Aḥaronim recoupent partiellement ceux de l'époque dite des temps modernes. La transition de l'ère des Rishonim à celle des Aḥaronim résulte de la conjonction d'événements se déroulant à partir du XIVe siècle chez les Ashkénazes et du XVe siècle chez les Séfarades, et se poursuivant jusqu'aux débuts du XVIe siècle :
- la destruction des principaux foyers juifs d'Europe est l'un des facteurs les plus déterminants. Elle a lieu en Allemagne[pas clair] lors de l'épidémie de peste noire (1348 - 1351), et dans la péninsule ibérique lors de l'expulsion des Juifs d'Espagne, en 1492, et du Portugal, en 1497.
- la rédaction par le rabbin Joseph Karo du Choulhan Aroukh (« Table Dressée »), code récapitulant l'ensemble de la Halakha. Rapidement accepté par la majorité des communautés, le Choulhan Aroukh clôt le travail d'exégèse talmudique des Rishonim séfarades, dont les commentaires visaient à extraire du Talmud les dispositions législatives qui s'y trouvaient mêlées à de longs débats et discussions.
- l'apparition de l'imprimerie, et les révolutions qu'elle introduit dans la diffusion des œuvres et du savoir.

Les Aḥaronim sont de plus confrontés à l'apparition de la modernité, avec ses innovations comme la laïcité, le nationalisme, l'émancipation, ainsi qu'à de nouvelles tendances au sein du judaïsme, comme le système kabbalistique d'Isaac Louria, le sabbataïsme, le hassidisme, la Haskala (équivalent juif des Lumières), la réforme du judaïsme et le sionisme.

## LaHalakhadesAharonim

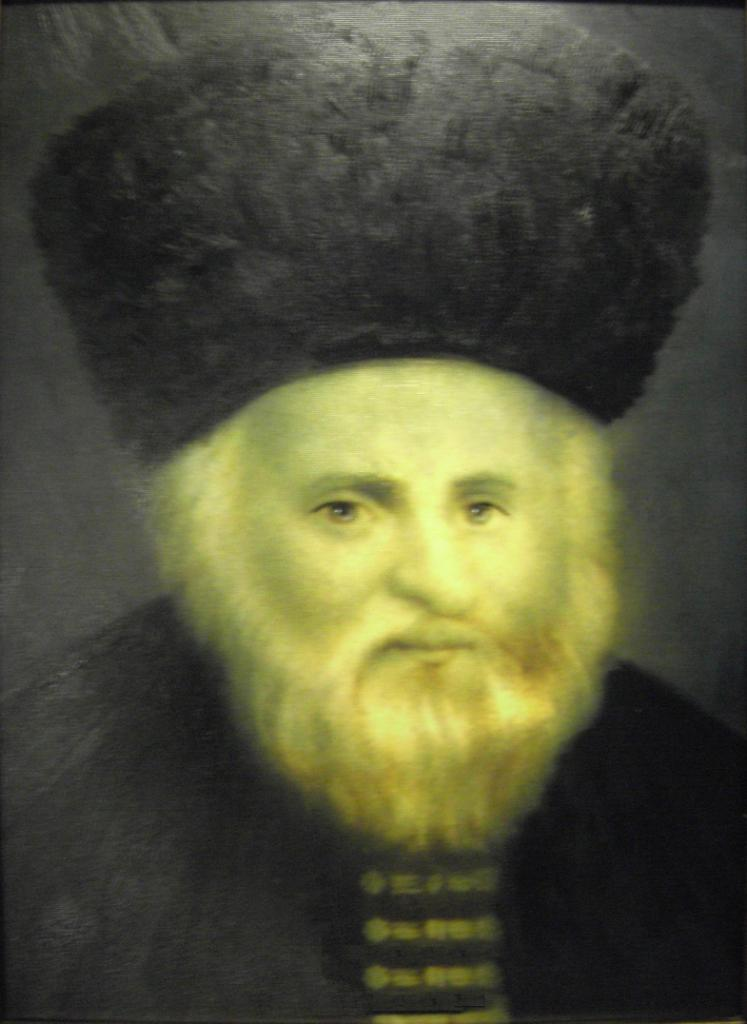
Le Gaon de Vilna, l'un des plus éminents décisionnaires de l'ère des Aharonim (Pour beaucoup, le Gaon de Vila a l'autorité d'un Rishonim, et doit être considéré comme tel).

La littérature halakhique des Aharonim se caractérise avant tout par la place qu'y tient le Choulhan Aroukh. Adopté par l'ensemble des communautés juives (à l'exception de certains groupes juifs du Yémen, qui ne reconnaissent d'autre autorité que celle du Mishné Torah de Moïse Maïmonide), séfarades et ashkénazes, Hassidim et Mitnagdim, il est considéré comme le code de Loi juive par excellence. 
Englobant la Halakha depuis le Talmud, il ne peut être contredit qu'en s'appuyant sur une autorité antérieure. Une place importante est d'ailleurs également accordée aux décisions et responsa des Rishonim.
Choulhan Aroukh et responsa font office de précédent, y compris dans des situations inconnues à l'époque de leur rédaction (utilisation d'électricité le chabbat, voyage en avion, etc.). 
En outre, la structure quadripartite du Choulkhan Aroukh, qui suit lui-même celle des Arbaa Tourim (les « Quatre Piliers, » nommément Orah Hayim, Yore Dea, Even Ha'ezer et Hoshen Mishpat), est adoptée par l'ensemble des auteurs, qui composent leurs livres comme autant de commentaires au Choulhan Aroukh (plus rarement aux Arbaa Tourim). 
Certains commentent le Choulhan Aroukh dans son entièreté (Beer Hagola, Beer Heitev, etc. ou, plus récemment Yalkout Yossef), d'autres se concentrent sur un ou plusieurs de ses traités (Maguen Avraham, Michna Beroura, par exemple, se concentrent uniquement sur Orah Haïm, tandis que Tourei Zahav de Rabbi David HaLevi Segal (en), couvre la matière de Hoshen Mishpat, Orah Haïm et Yore Dea) sans oublier le Siftei Cohen de Rabbi Sabbataï HaKohen (en) qui est le principal commentateur du Yore Dea et du Hoshen Mishpat. 
Certains auteurs commentent cependant le Choulhan Aroukh, en totalité ou en partie, en suivant cependant sa structure fondamentale concernant le découpage et la nomenclature des chapitres. C'est notamment le cas du Choulhan Aroukh HaRav de Rabbi Shneur Zalman de Liozna, du Hayyei Adam d'Avraham Danzig (en), du Kitsour Choulhan Aroukh (en) de Shlomo Ganzfried, et d'autres.
Par ailleurs, la littérature des responsa continue à se développer. Les décisionnaires sont confrontés entre autres aux révolutions apportées par la modernité et la science, auxquelles un large éventail d'opinions est donné, depuis le Hadash assour min haTorah (« Le nouveau est interdit par la Torah ») du Hatam Sofer, à l'intégration prudente de ces révolutions dans le quotidien, par Samson Raphael Hirsch ou le Rav Kook.